# 高橋かれん
高橋 かれん（たかはし かれん、1991年12月9日 - ）は、日本の女性ファッションモデル、グラビアアイドル。東京都出身。プラチナムプロダクション所属。東京都立向丘高等学校卒業。

## 来歴
2007年11月に現在の事務所のスタッフにスカウトされ、「松澤 茜」（まつざわ あかね）の芸名で活動開始。何となくその場の軽いノリで事務所に所属し、軽いノリでファッション雑誌「セブンティーン」（集英社）の事務所に所属しているタレント向けのオーディションを受け、合格した。
しかし2009年4月号をもってセブンティーンから卒業、「普通の女子高生にもどります」と芸能活動休止を公表したが、高校卒業後の2010年8月、「高橋かれん」に改名し芸能界復帰。同年9月、週刊ヤングジャンプと週刊プレイボーイ共催のオーディション『グラビアJAPAN』のファイナリスト16人の中に選ばれる。そして読者特別賞に選ばれる。

## 人物
- 兄がいる[2]。
- 特技はどこでも寝られること[3]。
- 自他共に認める気分屋[4]。
- 視力が悪いため、普段はコンタクトレンズを使用している[5]。
- 中学校ではテニス部に在籍していたが、本人曰く幽霊部員で1年ほどで退部してしまった[6]。
- 2008年8月16日のブログの記事で本人が不適切な発言をし、それを読者に指摘され翌日ブログで謝罪した。[7][8]その後、ブログの更新は停止（のちに閉鎖）しており、2012年4月現在に至っても高橋かれん名義でのブログは存在していない。
- アイドルグループ「predia」のメンバーである水野まいと仲が良い[9]。

## 出演

### 松澤茜時代

#### 雑誌
- セブンティーン（2007年 - 2009年4月号、集英社）専属モデル（STモ）

#### テレビ
- 恋ふぁく〜みんなで恋しよ!ケータイ小説FACTORY〜（2008年7月29日～、メ〜テレ）

## DVD
- かれんなひととき（2011年7月22日発売・トリコ）